# Владиня
Владѝня е село в Северна България. То се намира в община Ловеч, област Ловеч.

## География
Селото се намира на двата бряга на река Величка.
Надморската височина е около 180 м, като района е хълмист, с много локални изворчета и няколко рекички (бари). В западната част на селото се наблюдава свлачище, което унищожи един масивен железобетонен мост. В землището на селото има четири микроязовира и един напоителен канал.
През 80-те години на 20 век са правени изследвания за наличие на нефт, но всичко е скрито от обществеността. Предполага се, че е открита топла вода при сондажа, а и на 20 км са нефтените полета на Долни Дъбник.

## История
Село Владиня е разположено на около 2 км източно от древния римски път от крепостта Ловеч (също и от прохода през Ст. Планина) към р. Дунав. В този район е имало станция за смяна на конете и вероятно място за почивка.
Произхода на името идва, според някои, от дъщерята на княз или средновековен благородник. На 2 км северно от селото има две местности (по течението на друга рекичка) наречени съответно Селище и Черковица. Там са откривани останки от глинени съдове, корозирали монети, части от стари инструменти. До 1980 в селското училище имаше малка изложба на предмети, но сега то не функционира. Предполага се, че вследствие на неизвестна причина населението е мигрирало в сегашното село.
На височините непосредствено над северната махала се забелязват окопи и военни съоръжения, които са
част от най-външния обръч на обсадата на гр. Плевен през Руско-Турската война 1877 – 1878 година. Местността е позната като Табята.

## Религии
Преобладаващи са източноправославните жители.

## Население
Численост и дял на етническите групи според преброяването на населението през 2011 г.:
|                     | Численост | Дял (в %) |
| Общо                | 333       | 100,00    |
| Българи             | 304       | 91,29     |
| Турци               | 26        | 7,80      |
| Цигани              | 0         | 0,00      |
| Други               | 0         | 0,00      |
| Не се самоопределят | 0         | 0,00      |
| Неотговорили        | 2         | 0,60      |

## Културни и природни забележителности
По времето, когато населелението е било около 2000 души е имало Земеделско училище. Организирани са били библиотека, смесен хор, театрална група, две духови музикални групи, ловно дружество и др.
Масово са празнувани Трифон Зарезан, 1 май, 9 септември и селския събор.
Празнувани са още и Сурваки, Пьрва пролет, 8 март, Русаля (готви се ритуално храна при което се раздава за здраве).

## Редовни събития
Съборът на селото е на 13 ноември или през почивните дни които го следват. Жителите празнуват също така на 24 май, когато се прави курбан на центъра на селото. Празникът се нарича Русаля.

## Личности
- Асен Георгиев Илиев (Райко) (1924 – 2009), партизанин от Народна бойна дружина „Чавдар“ и Партизански отряд „Христо Кърпачев“, офицер от БНА, полковник.
- Никола Калчев (1926), политик от БКП